# Kákavos
Kákavos är en kulle i Grekland.   Den ligger i regionen Mellersta Makedonien, i den nordöstra delen av landet, 270 km norr om huvudstaden Aten. Toppen på Kákavos är 614 meter över havet, eller 51 meter över den omgivande terrängen. Bredden vid basen är 0,90 km.
Terrängen runt Kákavos är huvudsakligen kuperad.  Närmaste större samhälle är Ierissos, 11,1 km sydost om Kákavos. 